# 말과 나의 이야기, 앨리샤
《말과 나의 이야기, 앨리샤》 또는 줄여서 앨리샤는 엔트리브 소프트가 지스타 2007에서 '프로젝트 앨리스'(가제)로 최초 공개한 액션 라이딩 온라인 게임으로 2009년 12월  1차 클로즈 베타 테스트, 2010년 4월 2차 클로즈 베타 테스트를 거쳐, 2011년 2월 오픈 베타를 시작하면서 출시되었다. 2014년 1월 13일에 서비스 종료 공지가 발표되었고, 그해 2월 13일에 서비스가 종료되었다.

## 게임 모드
말과 자신의 실력으로 상대와 스피드를 겨루는 스피드 모드와 마법을 획득하여 자기 자신 혹은 다른 플레이어에게 사용하면서 경쟁하는 마법전 모드로 구성되어 있다. 마법전에서 마법을 획득하는 방법은 마력 게이지를 끝까지 모아 획득하는 방법과 레이스 도중 코스 위에 나타나는 필드 마법을 획득하는 방법 두 가지가 있다.

## 연혁
- 최초 공개: 2007년 11월 9일 (지스타 2007) '프로젝트 앨리스'(가제)
- 1차 클로즈 베타 테스트: 2009년 12월 17일 ~ 23일
- 앨리샤 유저 간담회: 2010년 1월 30일
- 2차 클로즈 베타 테스트: 2010년 4월 1일 ~ 7일
- 온라인 시사회: 2010년 11월 24일
- 서버 안정성 테스트: 2011년 1월 29일
- 2010년 11월 5일 가수 아이유 전속 모델[1]
- 서버 안정성 테스트: 2011년 1월 29일 14시 ~ 24시
- 오픈 파티: 2011년 2월 10일 ~ 2월 23일[2]
- 오픈베타: 2011년 2월 24일[3]
- 정식 오픈[4]: 2011년 3월 31일
- 서비스 종료 발표: 2014년 1월 13일
- 서비스 종료: 2014년 2월 13일